# Zhang Lifan
Dans ce nom chinois, le nom de famille, Zhang, précède le nom personnel.
Pour les articles homonymes, voir Zhang.
Zhang Lifan, né en juillet 1950 et mort en mars 2025, est un historien et opposant chinois.

## Biographie
Il est le fils de Zhang Naiqi. Ce dernier est un des fondateurs de la Ligue démocratique de Chine. Il dirigeait le ministère de l’alimentation entre 1952 et 1954. Il a été persécuté pendant la campagne anti-droitiste dans les années 1950, puis pendant la Révolution culturelle.
Démissionnaire de l'Académie chinoise des sciences sociales, il est présenté comme un historien indépendant. 
En novembre 2013, les blogs et participations de Zhang Lifan dans les forums chinois disparaissent de la toile. Zhang Lifan ne comprend pas les raisons de cette censure affirmant qu’il n'avait pas publié ou diffusé des fausses informations. cette censure résulterait de son appel à des débats publics avec les universitaires pro-communiste, un appel qui a été largement diffusé par des militants libéraux comme une chance de mettre en pratique le droit constitutionnel chinois de liberté d’expression. Cette interdiction d’apparaître  sur les réseaux sociaux serait aussi une conséquence de ses critiques à l'égard de Mao Zedong.

## Points de vue
Zhang Lifan est favorable sur la nécessité pour la Chine d'entreprendre des changements économiques et politiques significatifs. Lors de l'arrivée au pouvoir de Xi Jinping en 2012, Zhang Lifan a exprimé l'espoir que ce nouveau dirigeant serait influencé par d'anciennes relations qui le pressaient de mener de vastes réformes. Mais Xi Jinping a mené, selon Zhang Lifan, une campagne de restriction
idéologique avec la fermeture de l'espace politique pour les libéraux chinois.
En 2014, Zhang Lifan a analysé un conclave artistique qui s'est déroulé à Pékin en octobre et a établi des parallèles avec le Forum de Yan'an sur la littérature et l'art, organisé par Mao Zedong en 1942. Selon Zhang Lifan, Xi Jinping a présidé ce conclave avec pour objectif d'amener la production culturelle sous un plus grand contrôle du parti communiste chinois.

## Publications
- 君子之交如水, 2007, publié par Writers Publishing House à Pékin, pages : 290.
- 记忆：往事未付红尘, 2004, publié par Shaanxi Normal University Press à Xi'an, Shaanxi, pages : 388.